# Хотода
Хотода — село (аул) в Шамильском районе Дагестана.
Образует сельское поселение село Хотода как единственный населённый пункт в его составе.

## Географическое положение
Расположено на реке Гичиноор, в 5 км к югу от районного центра села Хебда.

## Население
| 1869  | 1888  | 1895  | 1926  | 1939  | 1970  | 1989  |
| ----- | ----- | ----- | ----- | ----- | ----- | ----- |
| 354   | ↗386  | ↗390  | ↘348  | ↗400  | ↗596  | ↗672  |
| 2002  | 2010  | 2012  | 2013  | 2014  | 2015  | 2016  |
| ↗810  | ↗921  | ↗944  | ↗976  | ↗989  | ↗1017 | ↗1029 |
| 2017  | 2018  | 2019  | 2020  | 2021  | 2023  | 2024  |
| ↗1038 | ↗1049 | ↗1057 | ↗1069 | ↘1037 | ↗1064 | ↗1072 |
| 2025  |       |       |       |       |       |       |
| ↗1094 |       |       |       |       |       |       |

## Хотода в искусстве
Гидатлинский аул Хотода являлся родиной храброго абрека Хочбара — главного героя «Легенды о Хочбаре» (опубликована в «Сборнике сведений о кавказских горцах» в 1870), по мотивам которой в 1937 году была поставлена первая дагестанская национальная опера «Хочбар», Расул Гамзатов написал поэму «Сказание о Хочбаре» (опубликована в 1975 году), а Асхаб Абакаров поставил в 1984 году фильм «Сказание о храбром Хочбаре». Снимался фильм в архитектурном памятнике федерального значения — боевой башне Хуршилова. Узлом сюжета всех этих произведений является независимость Хотоды от Хунзаха.